# 大日本帝国憲法第69条
大日本帝国憲法第69条（だいにほん/だいにっぽん ていこくけんぽう だい69じょう）は、第6章にある、予備費に関する規定である。

## 現代風の表記
避けることができない予算の不足を補うために、又は予算のほかに生じた必要な費用に充てるために、予備費を設けなければならない。

## 参考資料
国立国会図書館 大日本帝国憲法